# 顽火辉石
顽火辉石（enstatite）是一种硅酸盐矿物，是富镁的斜方辉石。

## 性质与特征
化学组成为 Mg2Si2O6 ，若 Fe2+ 置换Mg所形成的斜方輝石称为铁珪辉石（ferrosilite）。顽火辉石与铁珪辉石可以任意比例互溶，形成固溶体，一般标注其相对比例，如En80Fs20 。这两种矿物曾经亦称古铜辉石（こどうきせき） 、 紫苏辉石（しそきせき） 、 铁紫苏辉石（てつしそきせき）现较少使用。富镁固溶体是造岩矿物之一，常见于火成岩和变质岩中。
此外，相同化学组成的单斜晶系矿石称单斜顽火辉石。
含少量铁的顽火辉石经风化作用可呈亚金属光泽古铜色，所以有时也被称为古铜辉石，但更准确的名称应为顽火辉石。

## 鉴别
可以利用光学特征鉴别斜方晶系和单斜晶系的辉石，比如双折射、多色性等。顽火辉石可以沿两个垂直的方向完美解理。顽火辉石通常呈现白、灰、绿或褐色。莫氏硬度介于5到6之间，比重约3.2-3.3 。

## 太空中的顽火辉石
顽火辉石晶体被发现也存在于太阳系外，比如演化后的恒星与行星状星云 （NGC 6302）。顽火辉石被认为是早期在太空中形成的硅酸盐晶体。
顽火辉石被认为是E-型小行星主要组分。在太阳系中，如匈牙利族小行星。

## 脚注
1. ↑  国立天文台編 (编). . . 丸善. 2007: 645. ISBN 978-4-621-07902-7.
2. ↑  , MinDat.org,   [2012-06-16] （英文）
3. ↑  , WebMineral.com,   [2012-06-16] （英文）

## 相关项目
- 矿物 - 硅酸盐矿物 - 辉石
- 造岩矿物